# Slättåkra
Slättåkra is een plaats in Zweden, in de gemeente Halmstad in het landschap Halland en de provincie Hallands län. De plaats heeft 150 inwoners (2000) en een oppervlakte van 28 hectare.